# Институтский переулок (Санкт-Петербург)
Институ́тский переулок — проезд в МО «Сампсониевское», в Выборгском районе города Санкт-Петербурга. Проходит от Большого Сампсониевского проспекта до Новороссийской улицы по территории Лесотехнической академии. делая поворот почти под прямым углом у главного здания академии.

## История
С 1836 года Институтский переулок являлся проспектом, оканчивающимся перед территорией Лесотехнической академии. В 1849 году Институтский проспект переименован в Институтский переулок. В середине XX века переулок был продлён до Новороссийской улицы через парковую часть территории Лесотехнической академии.

## Пересечения
Институтский переулок ограничивается Большим Сампсониевским проспектом (на западе) и Новороссийской улицей (на севере). На всём протяжении переулок пересекает две улицы:
- Сочинская улица
- Лесной проспект (северная часть[сн 1])

## Транспорт

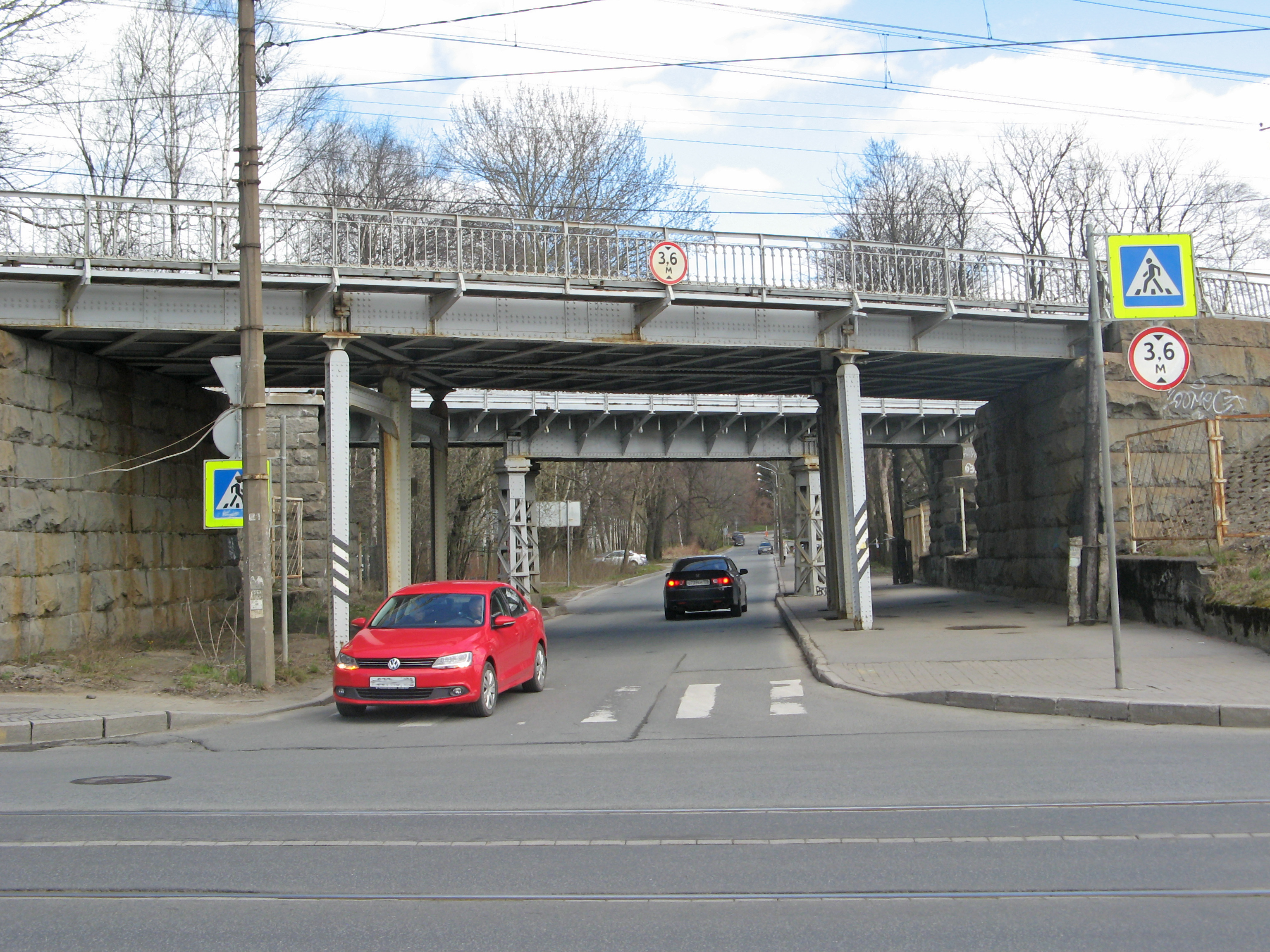
Вид от Большого Сампосниевского проспекта на Институтский переулок и железнодорожные мосты над ним

По Институтскому переулку не осуществляется движение общественного городского транспорта. С 1952—1953 до 1966 ходил автобусный маршрут № 47.
Ближайшая станция метро — «Лесная» 1-й линии Петербургского метрополитена. Ближайшие автобусные остановки:

на Большом Сампсониевском проспекте:
- Остановка «Земледельческая улица» (остановка автобуса маршрута № 86[5])
- Остановка «Сердобольская улица» (остановка автобуса маршрута № 86[6], а также трамваев, следующих по маршрутам № 48, 20[7])

на Новороссийской улице:
- Остановка «Новороссийская улица» (остановка автобуса маршрута № 94[8]
- Остановка «Институтский проспект» (остановка троллейбусов № 6 и № 34[9]

## Достопримечательности
- Парк Лесотехнической Академии  781620667080106
- Дом № 3, литера Е — четырёхэтажный дом 1897 года, арх. Иван Гальбенек[10].
- Санкт-Петербургский государственный лесотехнический университет: дома под номерами 5к7, 5к8, 5к9, 5к10 были построены в 1834-м году под руководством арх-ра архитектора Александра Неллингера, в настоящее время являются памятниками культурного наследия[11].
- Дом № 5, литера В — бывший главный корпус приюта-лечебницы Евреиновой, 1901 год, проект архитектора Эрнеста Жибера. В комплекс входили также служебное здание, погреб-ледник и дворницкая, все здания были значительно перестроены в 1929-м году, в 2023-м связи с утратой исторического облика были лишены статуса объекта культурного наследия[12].

## Галерея

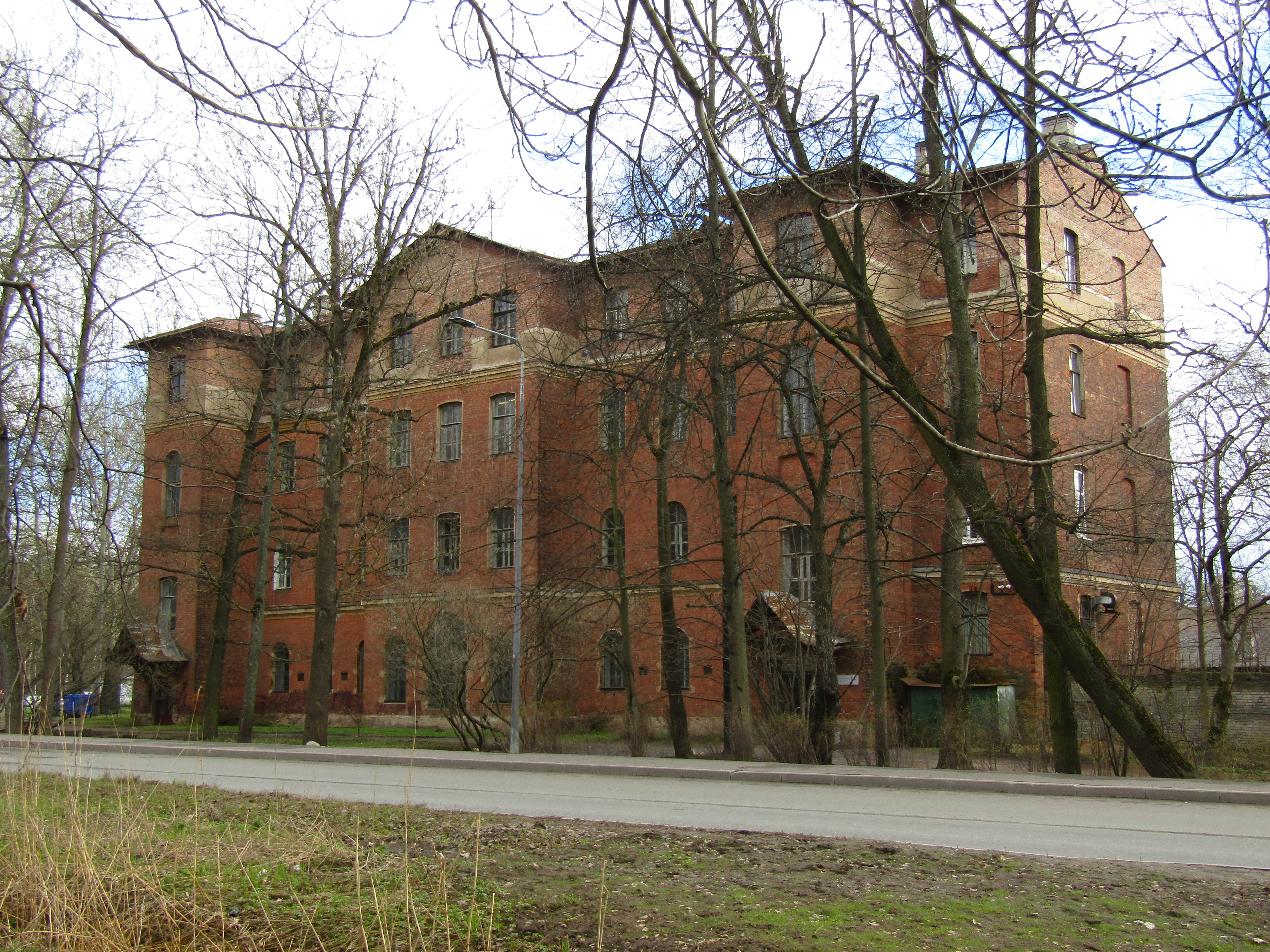
Дом 3Е. Бывшая мужская богадельня.
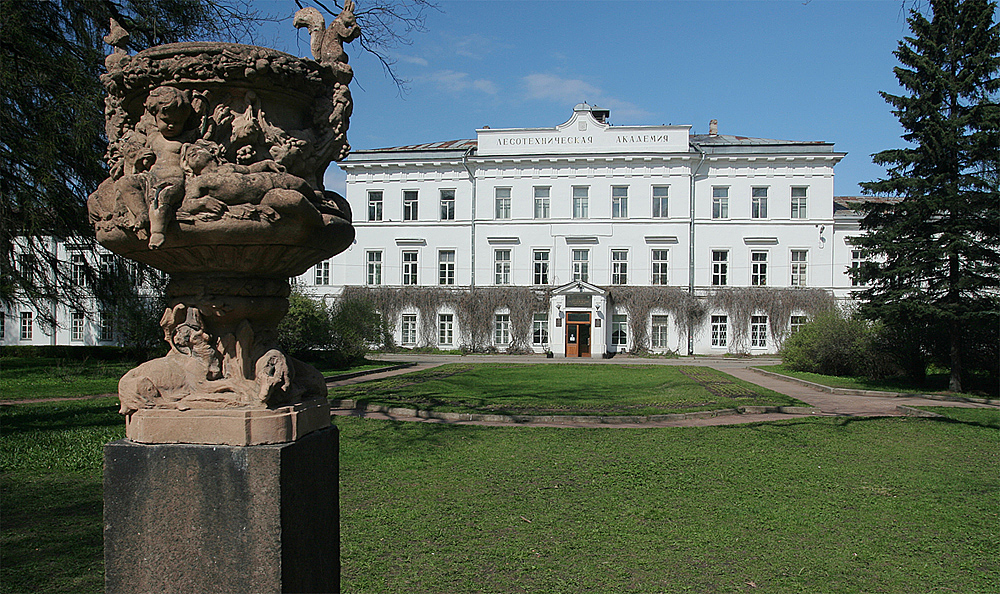
Дом 5 корпус 1. Основное здание Лесотехнической академии
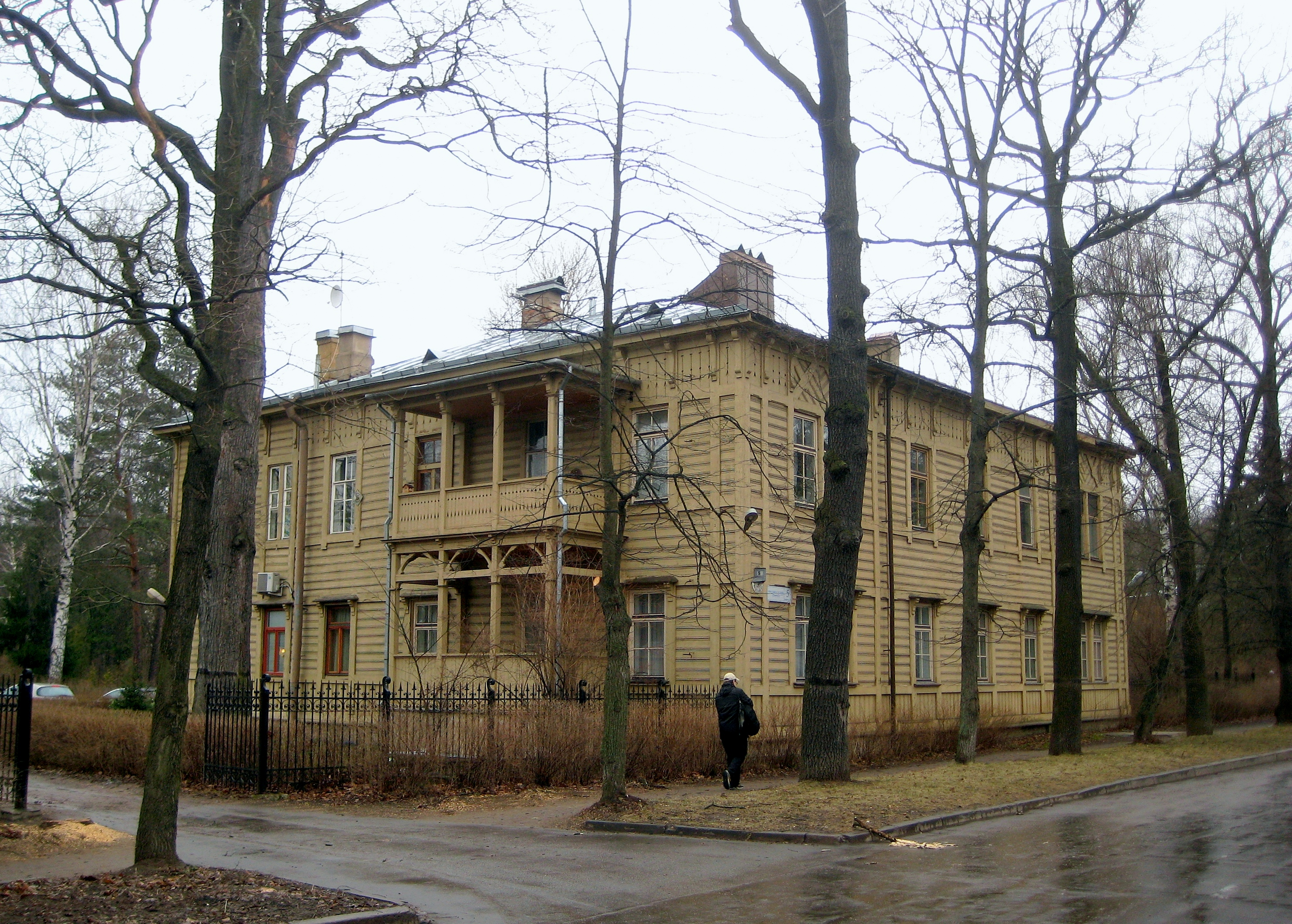
Дом 5 корпус 8. 2-й ассистентский корпус
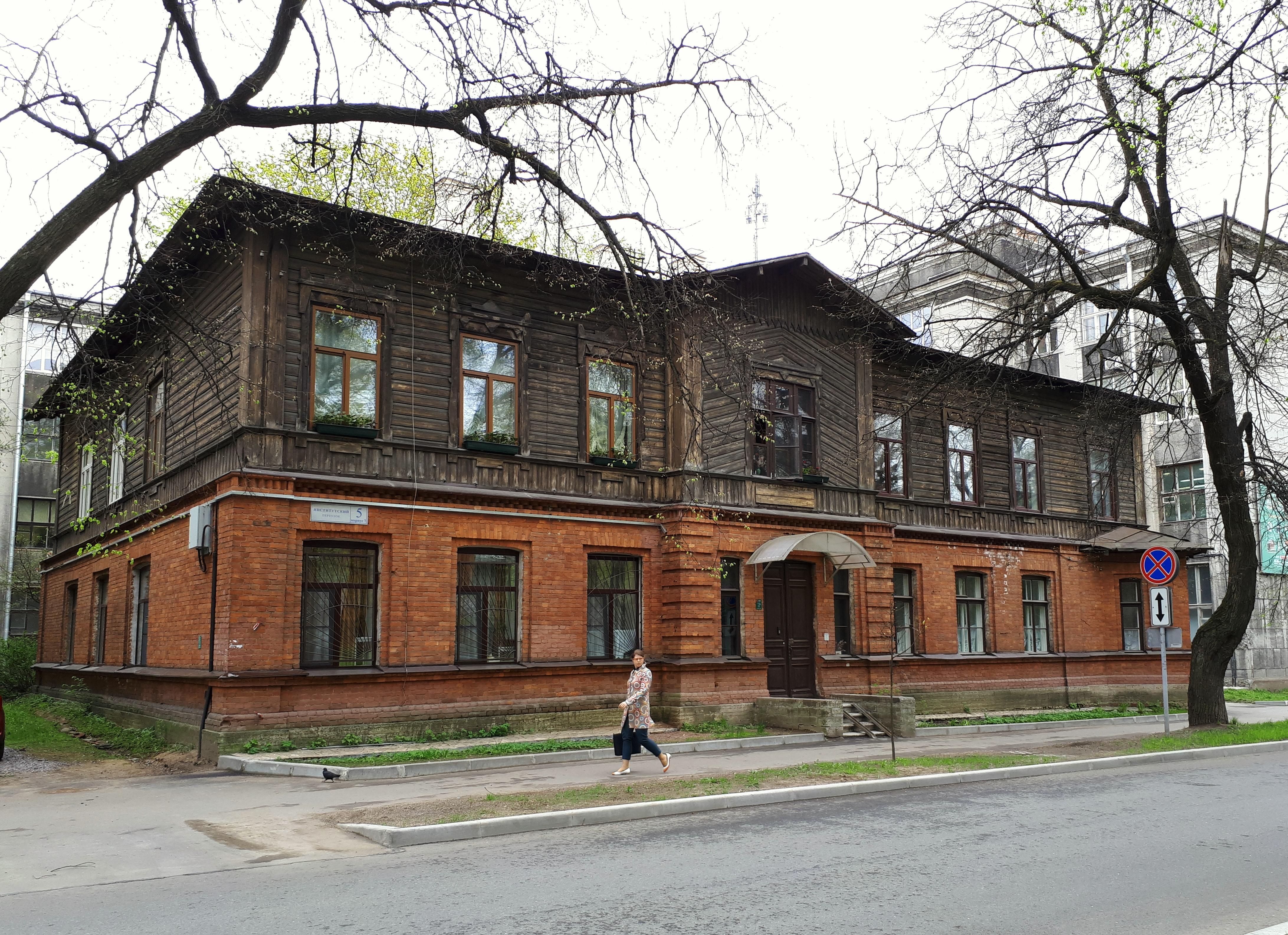
Дом 5 корпус 9. Бывшая больница
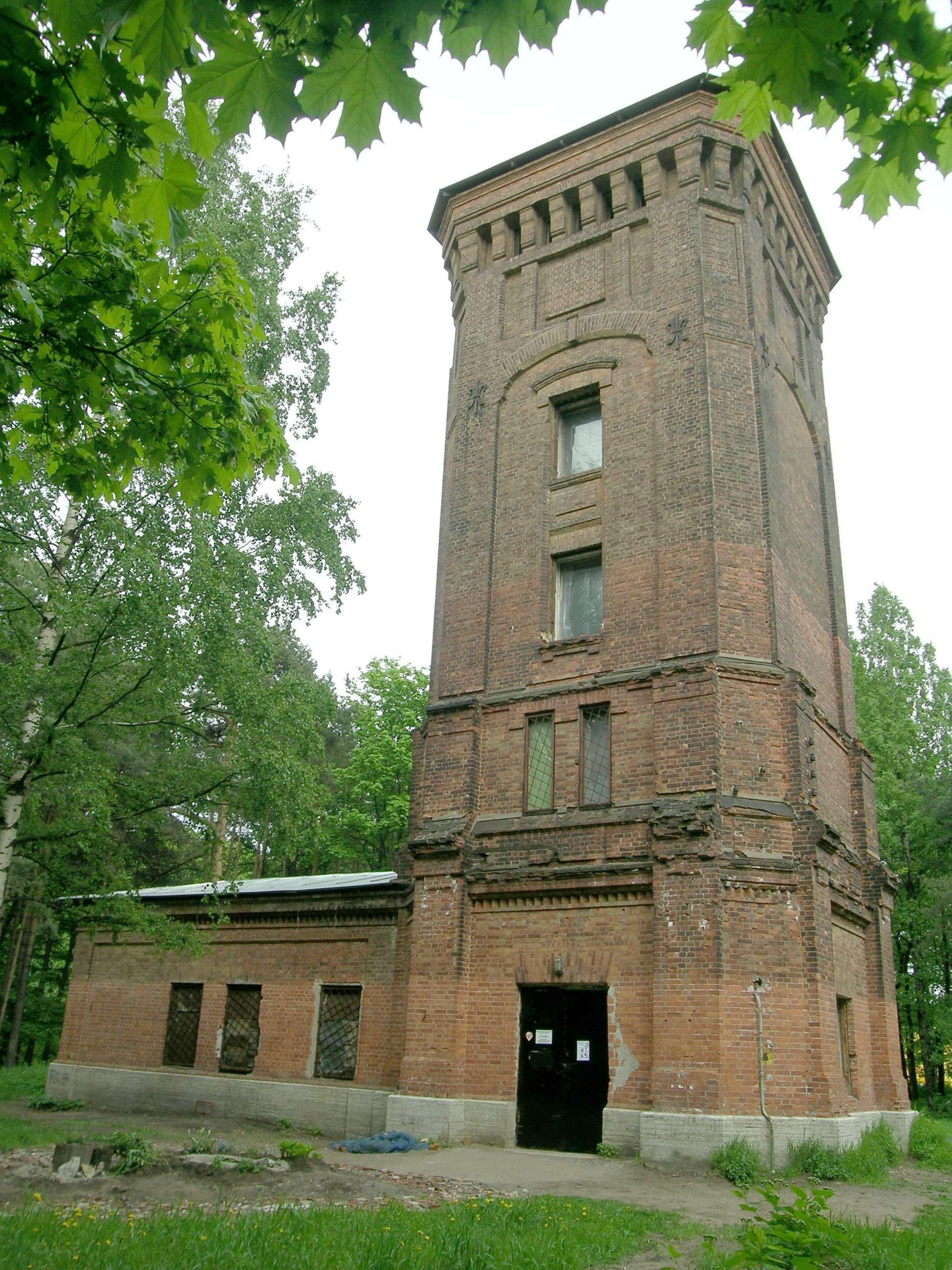
Дом 5 корпус 11. Водонапорная башня

### Сноски
1. ↑  Под словами «северная часть» подразумевается участок Лесного проспекта, отделённого от центрального участка магистрали ж/д линией Ланская — Кушелевка.